# Мегре, Владимир Николаевич
Влади́мир Никола́евич Мегре́ (фамилия при рождении Пузако́в; 23 июля 1950, село Кузничи, Городнянский район, Черниговская область, УССР, СССР) — российский писатель, предприниматель, автор серии книг «Звенящие кедры России», лауреат Премии Гузи 2011, деятель Нью-эйджа.

## Биография
С 1974 года жил в Новосибирске и работал в «Новосибирскоблфото» фотографом. В начале перестройки являлся президентом Межрегиональной Ассоциации предпринимателей Сибири. При регистрации брака взял фамилию жены — Мегре. Впоследствии развёлся, оставив себе её фамилию.
В начале 1990-х годов Мегре занимался организацией речных круизов, фотосъёмками туристов, продажей товаров народного потребления, алкоголя и сувениров в низовьях реки Обь. Весной 1994 года организовал коммерческую экспедицию «Купеческий караван» по Оби на речных судах по маршруту Новосибирск — Салехард — Новосибирск. Целью экспедиции было «налаживание экономических связей с регионами Крайнего Севера». В 1995 году Мегре повторяет экспедицию с целью поиска «звенящего» кедра, о котором якобы узнал в ходе первой экспедиции
В 1996 году Мегре написал художественную книгу «Анастасия», главной героиней которой является живущая в глухой сибирской тайге девушка с необычными способностями и знаниями: телепортации, ясновидения, знанием устройства летающих тарелок и др. Всего в период 1996—2010 годов Мегре было написано десять книг об Анастасии, входящих в серию «Звенящие кедры России».
В конце 1999 года Мегре, в поданном в суд иске о нарушении своих авторских прав, заявил, что «Анастасия» — самостоятельный художественный образ, «имеющий эмоционально иносказательный смысл».
В 1999 году Владимир Мегре основал Владимирский фонд культуры и поддержки творчества «Анастасия», открыл сайт «anastasia.ru».
В 2011 году стал лауреатом Премии Мира Гузи по литературе.
В настоящее время выступает на читательских и пресс-конференциях в России и за её пределами. В планах автора — написание сценария по теме книг.
Находится на 48 месте   в списке 100 самых влиятельных духовных лидеров современности за 2012 год по версии журнала «Watkins' Mind Body Spirit», специализирующегося на эзотерике, мистике, оккультизме, восточных религиях и современной духовности.

## Движение
Некоторые читатели книг серии «Звенящие кедры России» участвуют в одноимённом общественном движении по созданию «поселений родовых поместий», состоящих из «родовых поместий», обустраиваемых на основе идей и принципов, изложенных в книгах В. Н. Мегре серии «Звенящие кедры России».
Автор поддерживает участников движения: участвует, выступает на организуемых ими мероприятиях.
В июле 2006 года Мегре выступал с открытым обращением ко всем своим последователям с призывом всячески поддержать правящую партию РФ «Единая Россия».